# Distretto di Batnorov
Il distretto di Batnorov è uno dei diciassette distretti (sum) in cui è suddivisa la provincia del Hėntij, in Mongolia. Conta una popolazione di 2.693 abitanti (censimento 2010). 